# Godyris hewitsoni
Godyris hewitsoni är en fjärilsart som beskrevs av Richard Haensch 1903. Godyris hewitsoni ingår i släktet Godyris och familjen praktfjärilar. Inga underarter finns listade i Catalogue of Life.